# Lasius humilis
Lasius humilis är en myrart som beskrevs av Wheeler 1917. Lasius humilis ingår i släktet Lasius och familjen myror. Inga underarter finns listade i Catalogue of Life.

## Bildgalleri

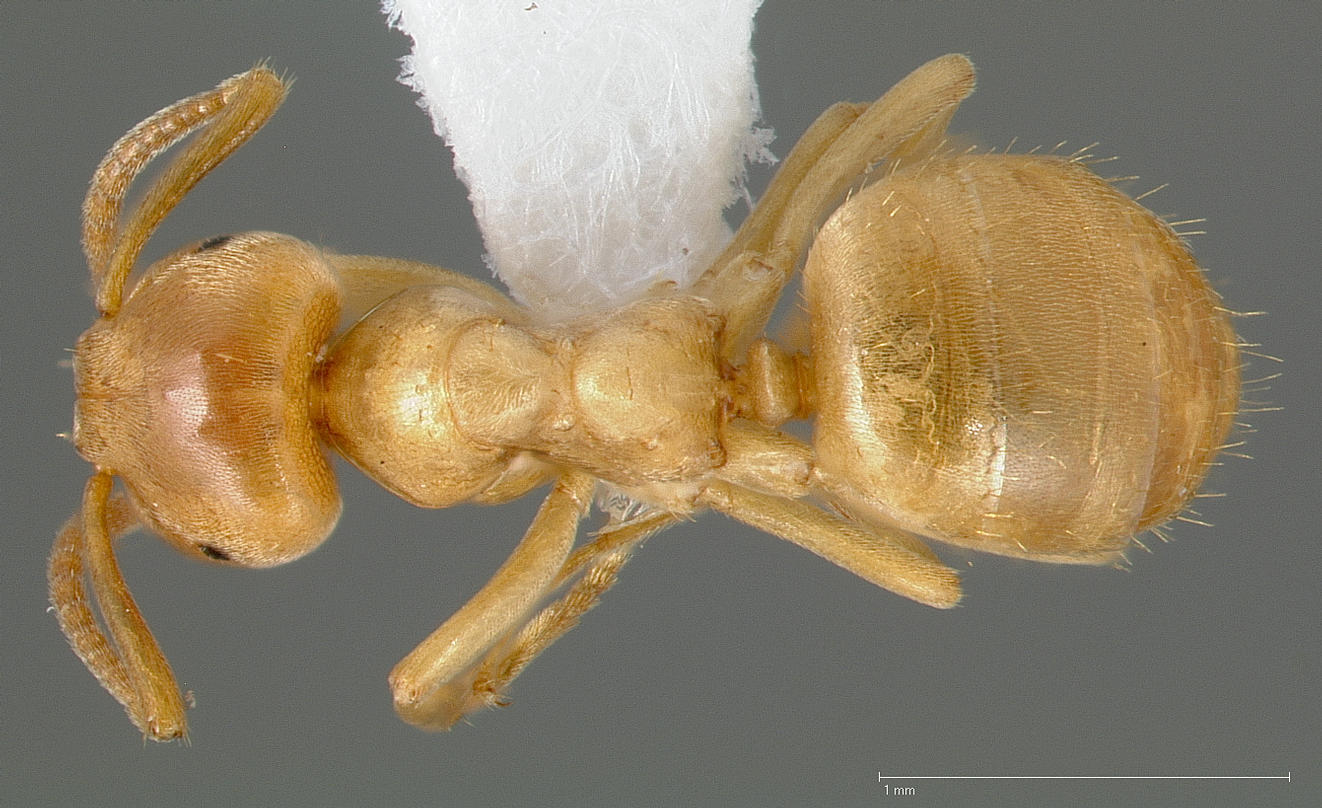
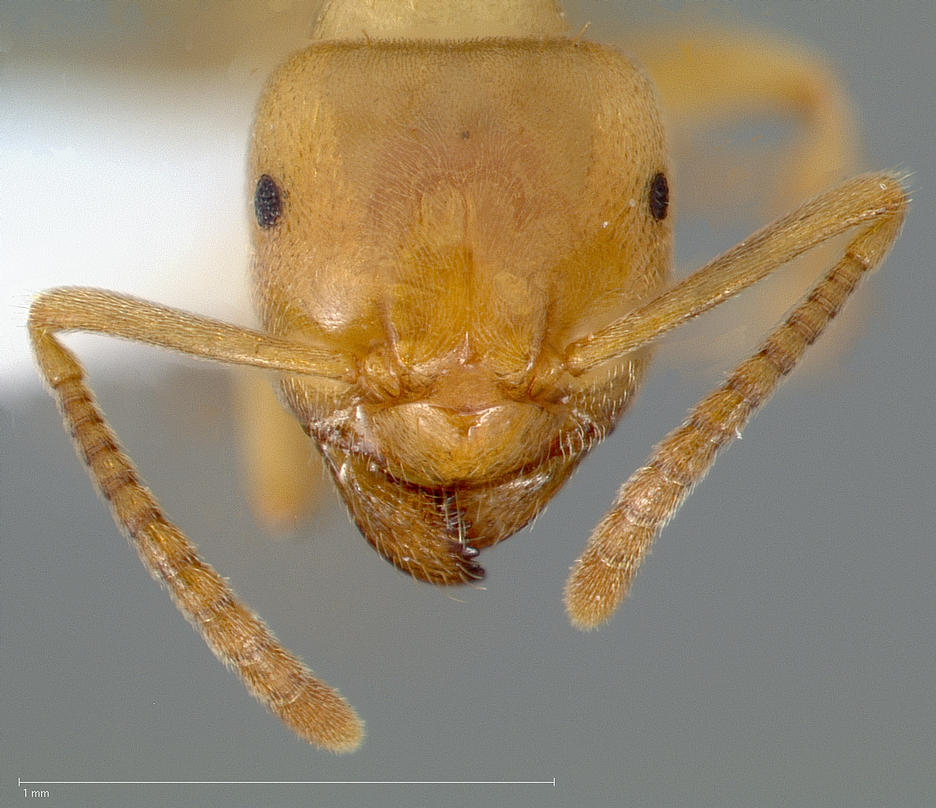
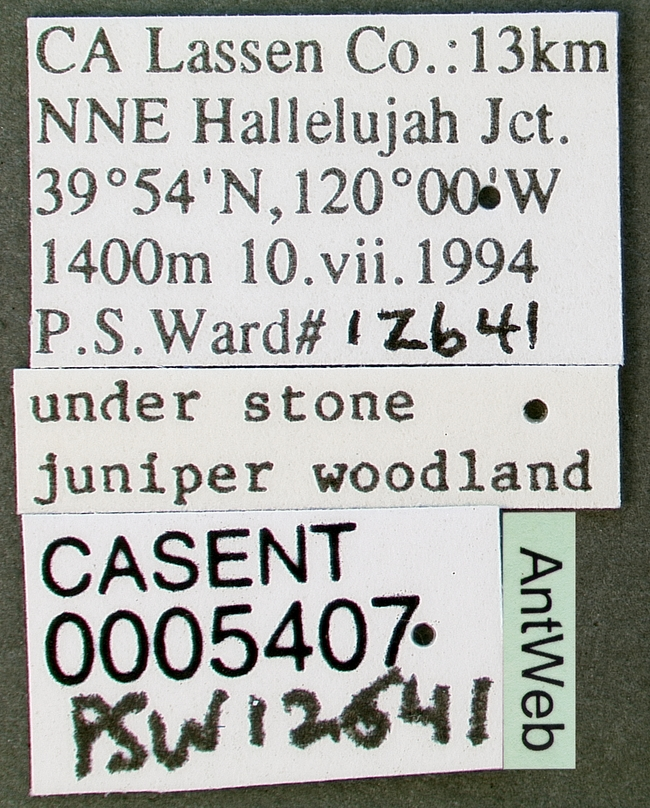
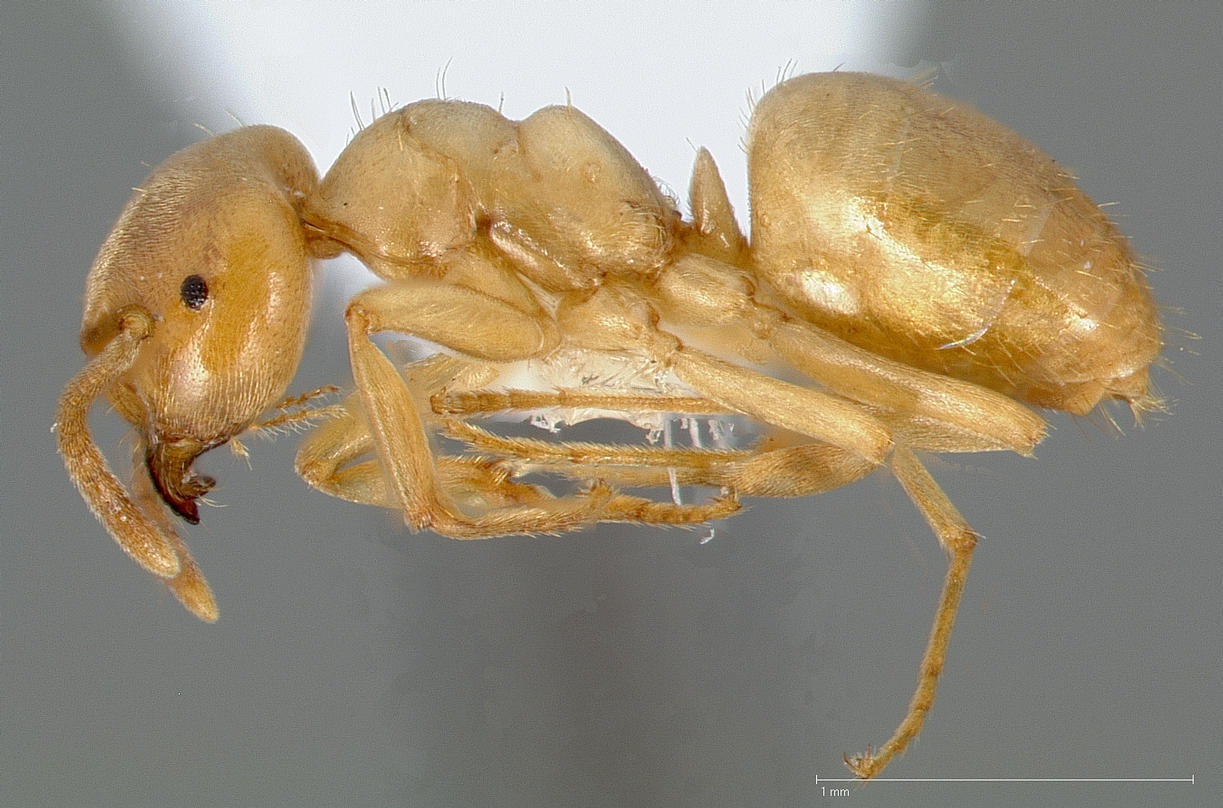
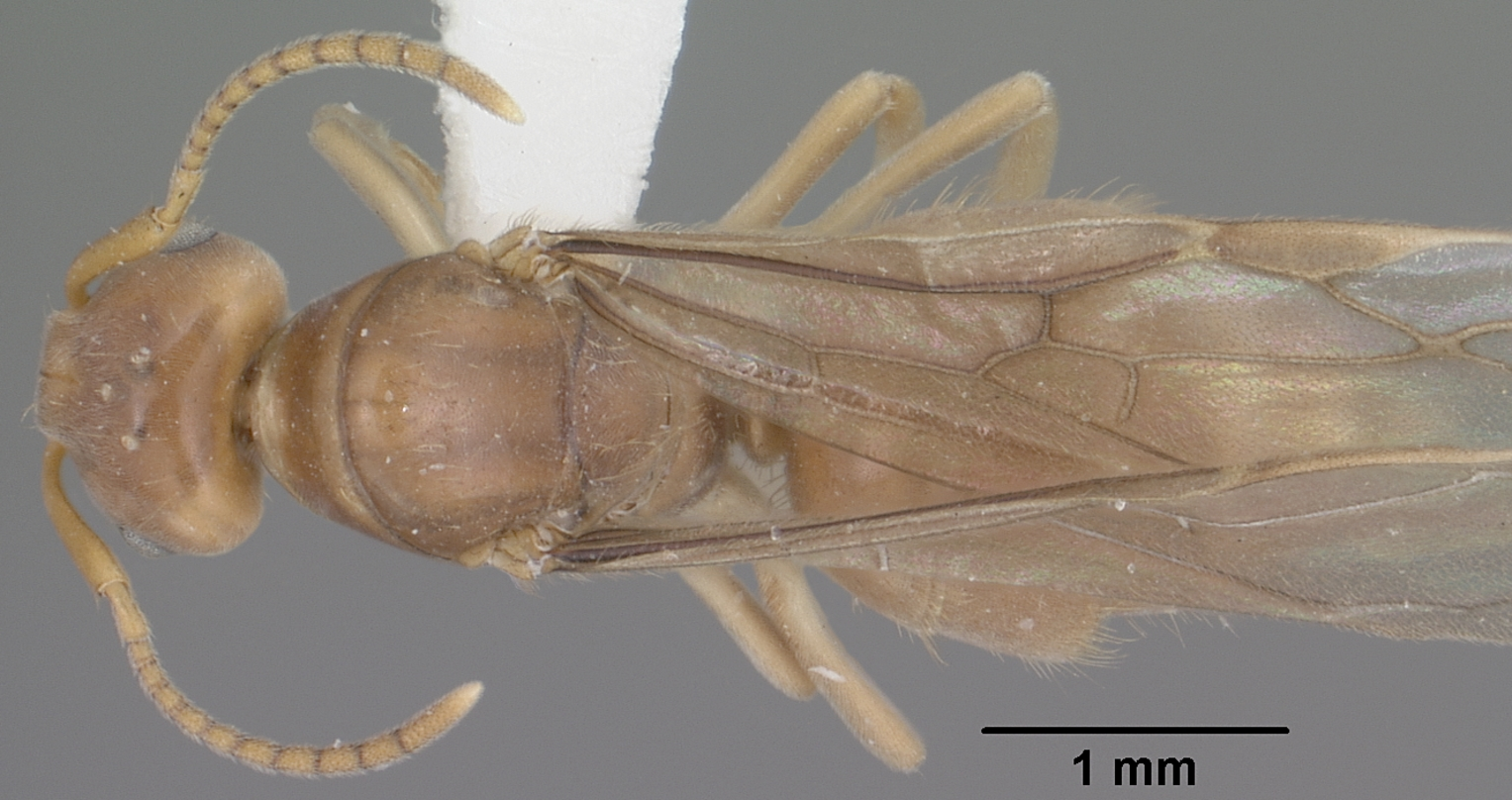
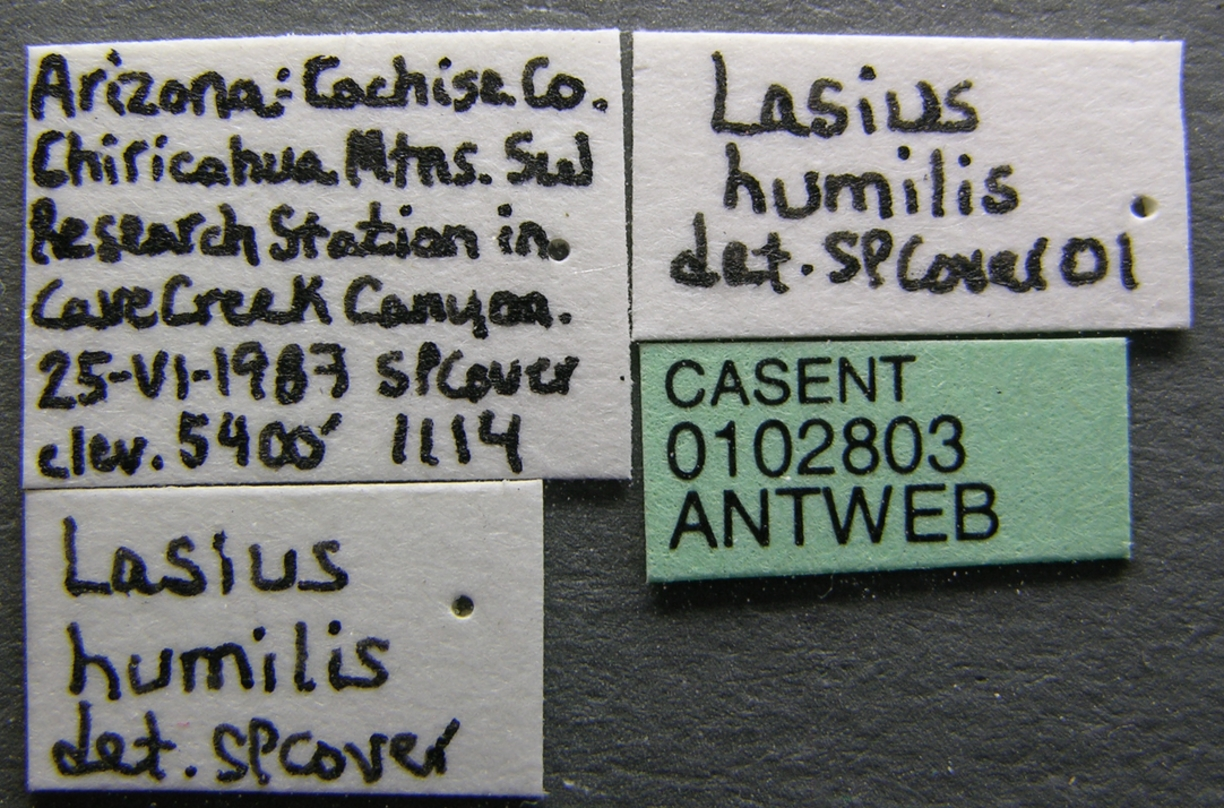